# Aeroppia clavatum
Aeroppia clavatum är en kvalsterart som beskrevs av Higgins 1966. Aeroppia clavatum ingår i släktet Aeroppia och familjen Oppiidae. Inga underarter finns listade i Catalogue of Life.